# Karl Friedrich Koch (Politiker)
Karl Friedrich Koch (* 28. Juli 1802 in Friedberg; † 10. Januar 1865 in Klingelbach) war ein evangelischer Pfarrer und Mitglied der Zweiten Kammer der Landstände des Herzogtums Nassau.

## Leben
Karl Friedrich Koch wurde als Sohn des Superintendenten Friedrich Jakob Koch (1769–1830) und dessen Ehefrau Friederike Ibell (1774–1848) geboren. Nach dem Abitur am Gymnasium Philippinum Weilburg absolvierte er ein Theologiestudium an der Martin-Luther-Universität Halle-Wittenberg (1822–1824) und im Anschluss am Theologischen Seminar Herborn.
Es folgte eine Beschäftigung als Kaplan im Korrektionshaus in Eberbach im Rheingau (1828–1832), bevor er in mehreren Gemeinden (Altenkirchen, Driedorf, Wörsdorf und Klingelbach) als Pfarrer eingesetzt wurde.
Von 1858 bis 1863 hatte er für den Wahlkreis XIV (Braubach/Nastätten) ein Mandat für die Zweite Kammer des Landtags des Herzogtums Nassau.